# Manoir des Perrignes
Le manoir des Perrignes est une demeure du XVe, remaniée au XVIe siècle, qui se dresse sur le territoire de l'ancienne commune française de Saint-Maurice-sur-Huisne, dans le département de l'Orne, en région Normandie. L'édifice est partiellement inscrit au titre des monuments historiques.

## Localisation
Le manoir est situé au bourg de Saint-Maurice-sur-Huisne au sein de la commune nouvelle de Cour-Maugis sur Huisne, dans le département français de l'Orne.

## Historique
Macé Louel acquiert Perrignes en 1455 et fait bâtir la tour au cours du XVe siècle. Le logis fut construit par la famille Brisart et remanié au XVIIe siècle. Henry-Joachim de Chevessailles, qui comparut en 1789 parmi les nobles du Perche, en hérita au XVIIIe siècle.

## Protection
Les façades et les toitures, ainsi que l'escalier du logis ; les façades et les toitures du colombier ; le jardin et ses murs de clôture sont inscrits au titre des monuments historiques par arrêté du 24 novembre 1998.